# Alergia a la caspa de animales
La alergia a la caspa de animales es una respuesta inmune exagerada y específica de un organismo cuando entra en contacto con pequeñas, a veces microscópicas descamaciones del epitelio de ciertos animales. Estas sustancias capaces de provocar una reacción alérgica se conocen como sustancias alergénicas o alérgenos. La caspa liberada por animales que suelen encontrarse en ambientes internos, es uno de los factores desencadenantes más comunes de la alergia perenne y asma, pero que no causan síntomas en la mayoría de las personas.

## Etiología
La alergia al epitelio de animales es más frecuente con perros, gatos, caballos, vacas, hámster y otros roedores.
La caspa de los humanos es muy fácil de ver a simple vista, pero la caspa de los animales suele ser microscópica, diseminándose por el ambiente y quedando pegada a la ropa, alfombras, cortinas, sillones, etc. De manera que aunque el animal no esté en la habitación, aquellos alérgicos a su caspa tendrá una reacción alérgica, debido a la caspa del animal diseminada por el ambiente.
Algunas personas tienen predisposición a crisis alérgicas tras el contacto con la caspa microscópica del animal que se le ha quedado pegada a la ropa. La acción de la IgE y de los anticuerpos tarda un tiempo en actuar, a veces pueden empezar a actuar en el organismo después de horas del contacto.
Por tanto, es muy común que un sujeto entre en contacto con el alérgeno por la mañana, y le de la reacción alérgica por la tarde, debido sobre todo, si no se ha cambiado de ropa, a la caspa microscópica pegada a la ropa.
Con el tiempo, el sujeto se irá sensibilizando cada vez más a los animales con caspa, haciendo que algunas personas le resulte imposible entrar en contacto con lugares en los cuales haya estado un animal con caspa. Recordemos cúanto dura la caspa de un animal en las habitaciones:
- Gatos: Hasta 6 meses. Lo malo de esta caspa es que es microscópica, por lo cual es dificilísima de limpiar.
- Perros: De 3 a 6 meses. Le pasa lo mismo que a la de los gatos.
- Caballos: de 6 meses a 1 año.

## Fases
La fase de la alergia en epitelio de animales se puede dividir en:
- Fase 0: El sujeto no tiene alergia.
- Fase 1: El sujeto desarrolla alergia a la caspa de un animal. Pero al ponerse en contacto con él, la reacción alérgica es casi nula.
- Fase 2: El sujeto se sensibiliza. Al entrar en contacto con la caspa del animal (ya no hace falta que el animal esté en la misma habitación que el sujeto), el sujeto padece de tos, moqueo nasal, estornudos, lagrimeo en los ojos (menos frecuente), urticaria (muy frecuente), ojos rojos(bastante infrecuente).
- Fase 3: El sujeto está completamente sensibilizado. Le produce alergia todo lo que haya estado en contacto con epitelio de animales. Por ejemplo, si a alguien se le muere un animal con pelo, y a los 2 meses el sujeto va a casa de esa persona, tendrá una reacción alérgica. Peligro de shock anafiláctico.
- Fase 4: Pacientes muy sensibilizados. Riesgo de asma crónica (lo que reduciría la calidad de vida del paciente mucho) y riesgo muy alto de shock anafiláctico(si se produce, la vida del sujeto corre un grave peligro).

## Tratamiento
El mejor tratamiento es eliminar, mediante terapia conductual, el animal sensibilizado. Por motivo de que no siempre resulta fácil evitar el contacto con el animal debido a conflictos emocionales, se suele indicar tratamiento de los síntomas e inmunoterapia específica compuesta por vacunas de epitelio del animal en cuestión por al menos 5 años, especialmente en pacientes con síntomas graves o con profundo nexo psicológico con la mascota.
Así, actualmente, la inmunoterapia ha sido demostrada como un tratamiento eficaz de las enfermedades respiratorias alérgicas producidas por sensibilización no solo a epitelios de animales, sino pólenes, ácaros del polvo doméstico y venenos de himenópteros. La inmunoterpia disminuye la severidad de los síntomas y la necesidad de tratamiento farmacológico y por el momento es el único tratamiento etiológico capaz de modificar el curso de la enfermedad respiratoria de causa alérgica.

## Pronóstico
Como toda alergia, está presente el riesgo del shock anafiláctico. El shock anafiláctico es una patología por la cual se produce una reacción alérgica extrema en el cuerpo del paciente. Si no es tratada rápido con la acción de corticosteroides y adrenalina, el paciente corre un riesgo muy alto de muerte. Este peligro también se corre en sujetos con alergia al epitelio de animales.
En la mayoría de los casos, sin embargo, la alergia a la caspa de animales se manifiesta de forma leve o moderada, con síntomas respiratorios como rinitis persistente, estornudos frecuentes y congestión nasal. El pronóstico es favorable cuando se identifica el alérgeno, se controla la exposición y se implementa un tratamiento adecuado, el cual puede incluir antihistamínicos, inmunoterapia o medidas ambientales preventivas.